# Ten Years After
Ten Years After és una banda musical britànica de blues-rock apareguda a finals dels anys 60 i liderada pel guitarrista Alvin Lee.

## Història
Després d'uns quants anys d'èxit local a la zona de Nottingham/Mansfield com a banda coneguda des del 1962 amb el nom de The Jaybirds (el seu nucli originari format l'any 1960 com a Ivan Jay and the Jaycats), i més tard com a Ivan Jay and the Jaymen, Ten Years After fou fundat per Alvin Lee i Leo Lyons. Ivan Jay en fou cantant des de finals del 1960 fins al 1962. Ric Lee va entrar a formar-ne part l'agost del 1965 reemplaçant el bateria original Dave Quickmire, que s'hi havia unit el 1962. L'any 1966 The Jaybirds es traslladaren a Londres, on Chick Churchill s'uní al grup. Aquell novembre el quartet contractà el mànager Chris Wright, i decidí canviar el nom del grup a Blues Trip, Blues Yard (sota el qual tocaren al llegendari Marquee Club com a teloners de la Bonzo Dog Band), i finalment Ten Years After el novembre del 1966. A la seva biografia d'Elvis Presley del 1971, el periodista Jerry Hopkins afirmà que Alvin Lee va batejar el grup com a "Ten Years After" perquè van començar deu anys després que Presley Presley. Altres fonts afirmen que el nom va ser adoptat el 1966 per una emissora local de ràdio lindinenca anomenada Ten Years After Van ser la primera banda de la que aviat seria Chrysalis Agency. Es van assegurar ser grup resident al Marquee i reberen una invitació per a tocar al renovat Windsor Jazz Festival el 1967. Aquesta actuació els proporcionà un contracte amb Deram, una companyia subsidiària de Decca i foren la primera banda a signar sense tenir un èxit a les llistes. L'octubre del 1967 es va editar el seu àlbum de debut titulat com el grup.
L'any 1968, després de girar per Escandinàvia i els Estats Units, Ten Years After van publicar el seu segon disc, enregistrat en directe i anomenat Undead, que incloïa el seu primer clàssic, "I'm Going Home." Tot seguit, el febrer del 1969 aparegué un nou disc en estudi, Stonedhenge, que fou un èxit al Regne Unit i incloïa un altre clàssic, "Hear Me Calling" (que va ser editat com a single l'any 1972 versionat per la banda britànica de Glam rock Slade). El juliol del 1969 van actuar al Newport Jazz Festival, la primera vegada que s'hi convidaven bandes de rock. L'agost, van prendre part al famós Festival de Woodstock; la seva enèrgica interpretació de "I'm Going Home" fou inclosa a la pel·lícula (i corresponent banda sonora) que documentà el festival i que va fer famós el grup a nivell mundial. El senador per Minnesota, Norm Coleman, va treballar com a "roadie" de Ten Years After l'any 1969.
L'any 1970, Ten Years After editaren "Love Like a Man," el seu únic èxit a les llistes britàniques. La cançó formava part del seu cinquè disc, Cricklewood Green. El nom del disc respon al fet que un amic del grup vivia a Cricklewood (Londres) i conreava una planta que suposadament produïa efectes al·lucinògens. Com que el grup no sabia el nom de la planta, van anomenar el seu disc Cricklewood Green. Fou el primer disc fonogràfic publicat amb diferent velocitat de reproducció per a cadascuna de les seves dues cares - l'una a 45rpm, l'altra a 33rpm. L'agost del 1970, Ten Years After van tocar al festival de l'illa de Wight davant d'una audiència de 600.000 persones.
L'any 1971, la banda va editar el disc A Space in Time que inclou el seu èxit més gran, "I'd Love To Change The World". L'any 1974, després de publicar el disc "Positive Vibrations", el grup es va dissoldre. 1983 fou l'any de la primera reunió del grup, que fa fer diversos concerts però no arribà a enregistrar cap disc. L'únic testimoni d'aquella breu etapa és la filmació del concert que van oferir al llegendari Marquee Club londinenc i que ha estat publicada en DVD. L'any 1988 es van tornar a reunir per a una gira i aquest cop van enregistrar un nou disc,About Time (1989). Van seguir tocant en directe durant els anys 1990 i 1991. Ric Lee va formar el grup The Breakers amb Ian Ellis (Clouds) i el grup publicà el disc "Milan" (1995). L'any 1999, la formació original de Ten Years After va fer els seus darrers concerts.
L'any 2004, el grup va decidir tornar a l'activitat però substituint Alvin Lee per Joe Gooch. Aquesta formació va enregistrar el disc en directe One Night Jammed, un disc de material nou, Now (2004), i de la posterior gira en va sortir el disc en directe Roadworks (2005). Per la seva banda, Alvin Lee va enregistrar l'any 2003 el disc Alvin Lee in Tennessee (2004) amb Scotty Moore i D. J. Fontana (guitarrista i bateria, respectivament, del grup original d'Elvis Presley), i l'any 2007 va publicar el disc Saguitar.

## Membres del grup
- Alvin Lee - guitarra, veu, harmònica; Nom real: Graham Barnes, nascut el 19 de desembre del 1944 a Nottingham, Nottinghamshire.
- Leo Lyons - baix; Nom real: David William Lyons, nascut el 30 de novembre del 1943 a Mansfield, Nottinghamshire.
- Chick Churchill - instruments de teclat; Nom real: Michael George Churchill, nascut el 2 de gener del 1946 a Mold, Flintshire, Gal·les.
- Ric Lee - bateria; Nom real: Richard Lee, nascut el 20 d'octubre del 1945 a Cannock, Staffordshire.
- Joe Gooch - guitarra, veu; nascut el 3 de maig del 1977 a Highbury, Londres. S'uní al grup l'any 2003.

## Discografia
- Ten Years After (1967)
- Undead (1968)
- Stonedhenge (1969)
- Ssssh (1969)
- Cricklewood Green (1970)
- Watt (1970)
- A Space In Time (1971)
- Alvin Lee And Company (1972)
- Rock & Roll Music To The World (1972)
- Recorded Live (1973)
- Positive Vibrations (1974)
- About Time (1989)
- Live 1990 (1993)
- Live At The Fillmore East 1970 (2001)
- One Night Jammed (2003)
- Now (2004)
- Roadworks (2005)

## Filmografia
- Woodstock: Director's Cut (edició amb fragments inèdits del documental del famós festival del 1969).
- Groupies (Documental del 1969 amb fragments i entrevistes amb Ten Years ASfter, entre d'altres).
- Goin' Home (Live at the Marquee 1983).
- Live Legends (enregistrat a Nottingham l'any 1990, fou editat en CD sota el títol "Live 1990").